# McCabe a paní Millerová
McCabe a paní Millerová (v anglickém originále McCabe & Mrs. Miller) je americký filmový western z roku 1971. Jeho režisérem byl Robert Altman a jeho scénář je založen na románu McCabe spisovatele Edmunda Naughtona z roku 1959. V hlavních rolích se představili Warren Beatty a Julie Christie. Vypráví příběh hazardního hráče Johna Q. McCabeho, který se přestěhoval do malého města na severozápadě Spohjených států amerických. Autorem písní použitých ve filmu je kanadský hudebník Leonard Cohen.